# 王偉 (弘治己未進士)
王偉（1460年—？），字资迈，江西吉安府安福县人，民籍，明朝政治人物。

## 生平
弘治二年（1489年）己酉科江西鄉試第十三名舉人。弘治十二年（1499年）中式己未科會試第九十八名，三甲第一百七十九名進士。歷官南京禮部主事。

## 家族
曾祖王添節；祖父王道；父王照，舉人，在天順癸未春闈火災中遇難。母劉氏。慈侍下。兄资聪、资明、资宽。